# Sádka

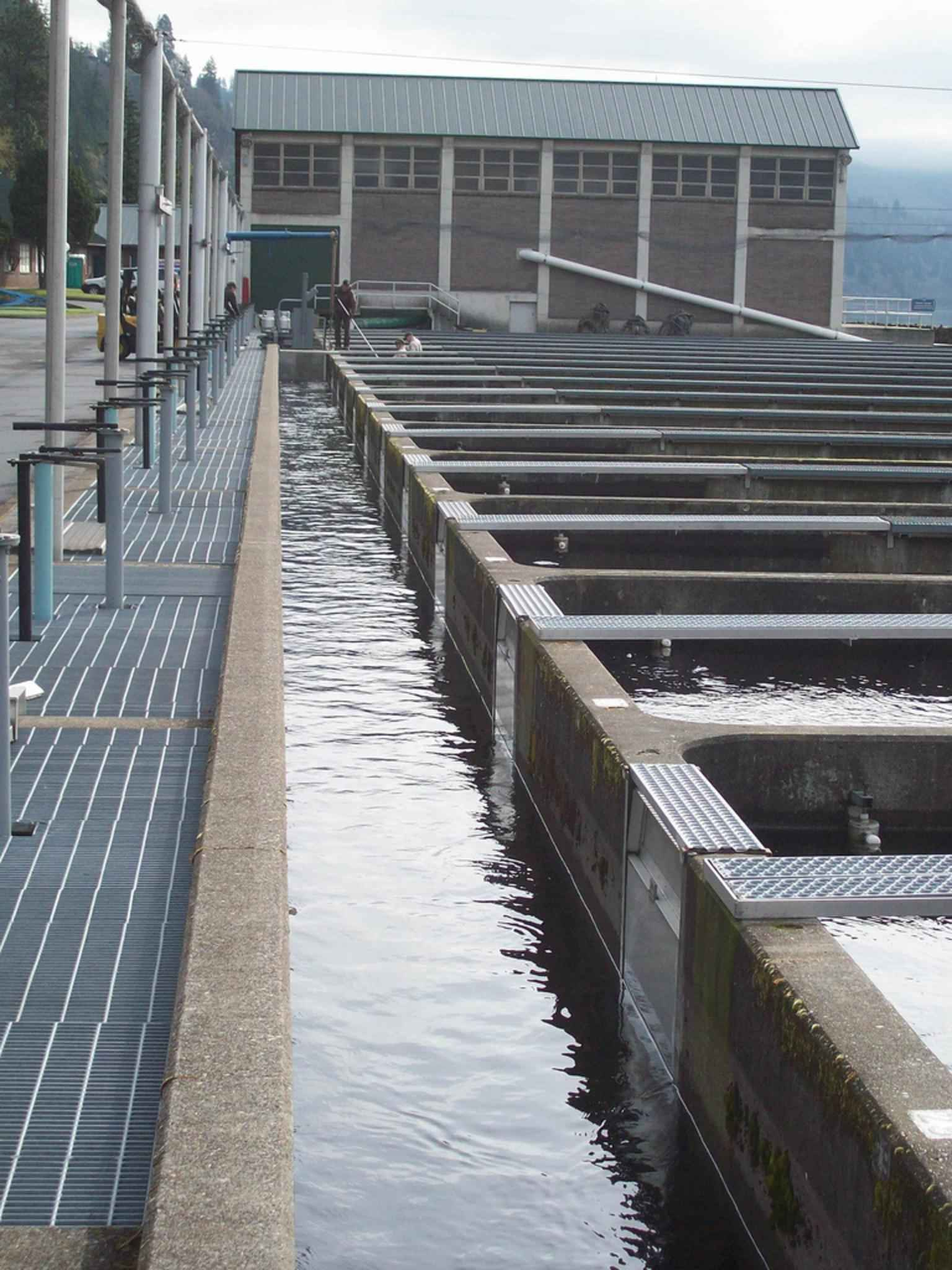
Sádky

Sádka je umělá vodní nádrž určená k odchovu nebo k převozu obvykle trhových ryb nebo násad. V sádce je zajištěn stálý průtok čerstvé okysličené vody pro udržení vhodného prostředí a zpravidla není přítomna žádná vegetace. Chovné sádky mohou být například rybniční, říční, mořské atd.